# Први истарски партизански одред
Први истарски партизански одред „Учка“ је био партизанска јединица у саставу Народноослободилачке војске и партизанских одреда Југославије током Другог светског рата у Југославији.

## Историјат
Први НОП одред „Учка“ формиран је 10. септембра 1943. на истоименој планини. Крајем септембра имао је три батаљона, но већ почетком октобра разбијен је у октобарској офанзиви. Поновно је формиран 6. априла 1944. од 2. и делова 3. истарског батаљона, 9, 15. и 16. самосталне чете. Тада је имао четири батаљона са 518 бораца, али је већ за неколико дана нарастао на преко 700 бораца. Изводио је успешне диверзантске акције и нападе на комуникацијама Мотовун—Пазин—Пула и Шапјане—Подград, и био центар за окупљање нових бораца који су упућивани у 1. истарску бригаду Владимир Гортан и у јединице 11. корпуса у Горски котар. У немачком нападу на Учку, крајем априла 1944, Одред се са 1. истарском бригадом повукао у рејон Клане, преносећи дејства на комуникацију Трст—Ријека. После уласка његовог 1. ударног батаљона 1. маја у састав 1. истарске бригаде, Одред се вратио у Истру и у првој половини маја, у позадини непријатељеских снага, вршио успешне диверзије на комуникацијама Пазин—Пула, Пазин—Мотовун и Бузет—Мотовун. За новоформирану 2. истарску бригаду Одред је 11. јуна дао још један батаљон, а до краја јуна у његовом саставу формирана су два нова батаљона. Од већег дела 1. НОП одреда „Учка“, 29. августа формирана је 3. истарска бригада, док је преосталих 150 бораца ушло у састав новог Бузетско-поречки НОП одреда који је краће време дејствовао у саставу 1. истарске бригаде, а затим под командом Штаба Групе истарских НОП одреда.